# Tangkas Juniors 2009
Das Tangkas Juniors 2009 als bedeutendstes internationales Nachwuchsturnier von Indonesien im Badminton fand vom 5. bis zum 10. Oktober 2009 in Jakarta statt.

## Sieger und Platzierte
| Disziplin    | Gold                                        | Silber                              | Bronze                                 |
| ------------ | ------------------------------------------- | ----------------------------------- | -------------------------------------- |
| Herreneinzel | Riyanto Subagja                             | Sai Praneeth Bhamidipati            | Febriyan Ivanaldy                      |
| Herreneinzel | Riyanto Subagja                             | Sai Praneeth Bhamidipati            | Huang Chao                             |
| Dameneinzel  | Sonia Cheah Su Ya                           | Rusydina Antardayu Riodingin        | Dian Fitriani                          |
| Dameneinzel  | Sonia Cheah Su Ya                           | Rusydina Antardayu Riodingin        | Yang Li Lian                           |
| Herrendoppel | Budi Hartono Ricky Karanda Suwardi          | Dandi Prabudita Jones Ralfy Jansen  | Takuma Okamoto Yoshiki Tsukamoto       |
| Herrendoppel | Budi Hartono Ricky Karanda Suwardi          | Dandi Prabudita Jones Ralfy Jansen  | Markus Fernaldi Gideon Wahyu Nayaka    |
| Damendoppel  | Della Destiara Haris Gebby Ristiyani Imawan | Dian Fitriani Eri Oktaviani         | Florah Ng Siew Fong Tee Jing Yi        |
| Damendoppel  | Della Destiara Haris Gebby Ristiyani Imawan | Dian Fitriani Eri Oktaviani         | Anggia Shitta Awanda Shella Devi Aulia |
| Mixed        | Didit Juang Indrianto Yayu Rahayu           | Jones Ralfy Jansen Nurbeta Kwanrico | Budi Hartono Aurien Hudiono            |
| Mixed        | Didit Juang Indrianto Yayu Rahayu           | Jones Ralfy Jansen Nurbeta Kwanrico | Kevin Alexander Suci Rizky Andini      |